# 埃斯克雷讷
埃斯克雷讷（法語：Escrennes，法語發音：[ɛskʁɛn]）是法国卢瓦雷省的一个市镇，属于皮蒂维耶区。

## 地理
埃斯克雷讷（48°7'59"N, 2°11'19"E）面积11.55 平方千米，位于法国中央-卢瓦尔河谷大区卢瓦雷省，该省份为法国中北部省份，北起埃松省，西北接厄尔-卢瓦省，西南接卢瓦-谢尔省，南至涅夫勒省和谢尔省，东临约讷省，东北接塞纳-马恩省。
与埃斯克雷讷接壤的市镇（或旧市镇、城区）包括：旧皮蒂维耶、阿特赖、皮蒂韦赖地区茹伊、拉阿、马罗欧布瓦。

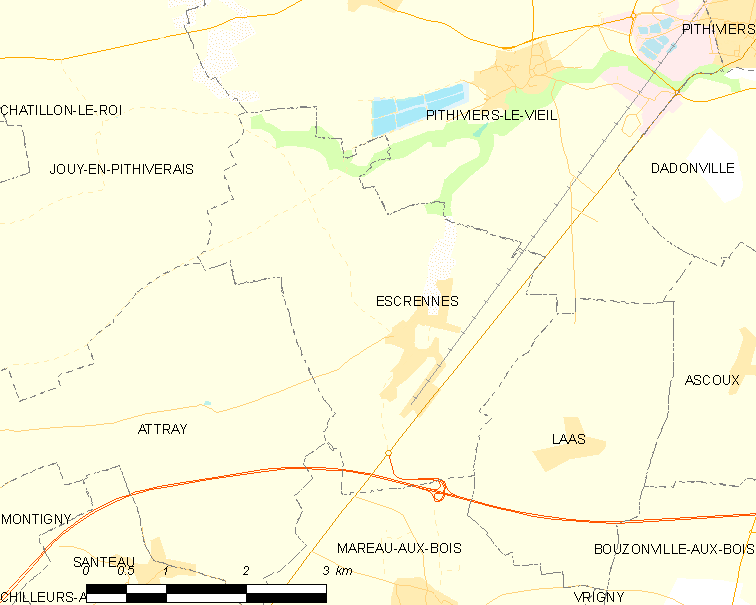
埃斯克雷讷的OSM定位图

埃斯克雷讷的时区为UTC+01:00、UTC+02:00（夏令时）。

## 行政
埃斯克雷讷的邮政编码为45300，INSEE市镇编码为45137。

## 政治
埃斯克雷讷所属的省级选区为勒马勒塞布瓦县。

## 人口

1962-2008年间埃斯克雷讷人口变化图示

埃斯克雷讷于2022年1月1日时的人口数量为711人。